# Cantó de Digoin
El cantó de Digoin és un cantó francès del departament de Saona i Loira, situat al districte de Charolles. Té 5 municipis i el cap és Digoin.

## Municipis
- Digoin
- Les Guerreaux
- La Motte-Saint-Jean
- Saint-Agnan
- Varenne-Saint-Germain

## Història
| Data d'elecció                           | Identitat           | Partit                     | Qualitat |
| ---------------------------------------- | ------------------- | -------------------------- | -------- |
| 1945-1949                                | Louis-Léon Quéroy   | SFIO                       |          |
| 1949-1955                                | Pierre Bengler      | RPF                        |          |
| 1955-1961                                | Jean Lauféron       | UNR, després divers droite |          |
| 1961-1971                                | Louis-Léon Quéroy   | SFIO                       |          |
| 1971-1979                                | Maurice Marchandiau | PS, després divers gauche  |          |
| 1979-1985                                | Louis Cantat        | PCF                        |          |
| 1985-1992                                | Michel Lacroix      | Divers droite              |          |
| 1992-1998                                | Gérard Bossu        | PS                         |          |
| 1998-2011                                | Maxime Castagna     | Divers droite              |          |
| 2011-                                    | Philomène Baccot    | PS                         |          |
| les dades anteriors no són pas conegudes |                     |                            |          |
|                                          |                     |                            |          |

## Demografia
| A partir de 1990: Població sense dobles comptes |